# Murad Gaidárov
Murad Zairudinovich Gaidárov (en bielorruso: Мурад Зайрудзінавіч Гайдараў, Murad Haidarau, en ruso: Мурад Зайрудинович Гайдаров; Jasaviurt, 13 de febrero de 1980) es un deportista bielorruso de origen daguestano que compitió en lucha libre.
Participó en dos Juegos Olímpicos de Verano, en los años 2004 y 2008, obteniendo una medalla de plata en Pekín 2008, en la categoría de 74 kg.
Ganó una medalla de plata en el Campeonato Mundial de Lucha de 2003 y seis medallas en el Campeonato Europeo de Lucha entre los años 2002 y 2014.

## Palmarés internacional
| Juegos Olímpicos   | Juegos Olímpicos            | Juegos Olímpicos  | Juegos Olímpicos |
| Año                | Lugar                       | Medalla           | Categoría        |
| ------------------ | --------------------------- | ----------------- | ---------------- |
| 2008               | Pekín (China)               | Medalla de plata  | 74 kg            |
| Campeonato Mundial |                             |                   |                  |
| Año                | Lugar                       | Medalla           | Categoría        |
| 2003               | Nueva York (Estados Unidos) | Medalla de plata  | 74 kg            |
| Campeonato Europeo |                             |                   |                  |
| Año                | Lugar                       | Medalla           | Categoría        |
| 2002               | Bakú (Azerbaiyán)           | Medalla de plata  | 74 kg            |
| 2003               | Riga (Letonia)              | Medalla de bronce | 74 kg            |
| 2004               | Ankara (Turquía)            | Medalla de plata  | 74 kg            |
| 2008               | Tampere (Finlandia)         | Medalla de plata  | 74 kg            |
| 2009               | Vilna (Lituania)            | Medalla de bronce | 74 kg            |
| 2014               | Vantaa (Finlandia)          | Medalla de plata  | 86 kg            |